# Hotel sem prijeti sonce
Hotel sem prijeti sonce je zbirka spominskih črtic, ki jih je napisal slovenski pisatelj in dramatik Tone Partljič. Prvič je izšla leta 1981 pri založbi Mladinska knjiga. Pisatelj v njej prikazuje spomine na lastno otroštvo. Iz njegovih spominov ne nastane obsežno 
- na primer povest ali roman - ampak nekakšna beležka vtisov. 
V črticah so zajeti elementi linearne fotografije časa, ki ga ni več. Ta čas pisateljevega otroštva seveda ni zgodovinski dokument, kakršne uporabljaš zato, da se naučiš slovensko zgodovino. Kraj in čas dogajanja sta sicer resnična (Pesnica, Cirknica, čas po drugi svetovni vojni), a prikazana tako, kot jih vidi otrok tistega minulega kraja in časa. In še nekaj: pisatelj svoje mladostne spomine povezuje s sodobnimi časi, z mestom, s časom svoje hčerke. Čas pisateljeve hčerke pa je tvoj čas. Iz srečanja dveh svetov, dveh časov, iz zavestnega povezovanja Partljičevega in današnjega otroštva, izhaja tudi temeljno sporočilo dela.

## Vsebine črtic
Mačka v bloku
Avtor govori o tem, kako sta se z ženo preselila iz podeželja v mesto in nato v stanovanje v bloku. Ko se nekajkrat vračal pozno domov, je včasih kar zašel v drug blok in pozvonil na vrata, saj so si bloki bili precej podobni. Z ženo je sta še nekako živela v teh "betonskih škatlah", le njuna hčerka je večkrat jokala in si želela nazaj na podeželje, kjer je imela svoje prijateljice, travo, kostanj v jeseni in gobe, sosedovega Rolfija, vedno pa si je želela muco in psa, da bi se igrala. Starša nista bila za to in hčerka je tudi kmalu nehala siliti za mačko, ko je videla kakšna je usoda edine mačke v bloku. Mačka se je drla po stopnicah, ponesnažila kakšen predpražnik in vsi so jo preganjali in tepli. Nekoč pa sta starša slišala kako se sliši kako nekdo kriči v sosednjem stanovanju. Od tod so prihajale kletvice in udarci. Starša sta pogledala na hodnik in videla kako so sosedovi vrgli tja mačko. Nekega dne se je avtor vračal iz službe, je zasledoval mačko iz nadstropja v nadstropje. Mačka pa se ga je ustrašila in se skrivala pred njim. Ni imela poguma, da bi se mu splazila pod nogami. Avtor se je spraševal, kdo je to ubogo mačko pripeljal v blok in kaj ima od življenja, zakaj ne pobegne kam stran, saj je tu nevarnost. Spraševal se je, zakaj ni mačka kje zunaj, lovi miši. Kasneje pa je vprašal tudi sam sebe, kaj sploh dela med temi sivimi betonskimi škatlami in si mislil da sta si z mačko najbrž malo podobna. Ni lahko biti mačka v bloku.
Tetica, jaz sem te zdaj prišla
Deklica Micika in njena mama sta živeli pri kmetu, ki jima je odstopil sobo v zadnjem delu velike kmečke hiše. Vsak dan sta morali trdo delati na njivi, v kuhinji, v hlevu, vinogradu, Micika pa je morala vsak dna pasti živino, očeta pa ni imela. Nekoč ji je mama na trgu pokazala moškega in rekla, da je to njen oče. Mati se je pričela jokati, na njenem obrazu se je pojavila žalost. Bila je dostikrat zgarana in slabe volje, celo objokana. Micika je pri petih letih pričela pasti živino. Bila je precej srečna, saj je lahko bila sama na paši in se ji ni bilo treba bati, da bo kdo kričal nanjo ali jo ošinil s tenko palico. Vendar pa se je zgodilo, da ji je kdaj živina uhajala v škodo in je morala tekati za kravami in telico. Nekoč pa sta se spopadli Šeka in Liška. Zgodilo se je nekaj hudega in Šeka je Liški zlomila rog, tako da se je pokazala kri. Micika je zvečer gnala krave domov in trepetala, kaj ji bo rekel gospodar. Gospodar sploh ni poslušal njenega pojasnila, ampak jo je poklical k sebi in ji ukazal naj poklekne, takrat pa je vzel bič in jo pretepal, da je Micika tulila, cvilila in skoraj izgubila glas in zavest. Mama jo je branila, gospodar pa je vztrajal pri svojem, da bo obe nagnal. Hudo jima je bilo, ker sta bili sami, brez očeta, vendar sta imeli druga drugo. Poti na pašo se je Micika vedno veselila, pred njo krave, med njimi pa telica. Vedno, ko je šla mimo zadnje hiše v vasi, je zunaj stala ženska in si vedno govorila, da bi tudi ona imela takega otroka, kot je Micika. Tudi mož je bil istega mnenja. V največje veselja jima je bila Micikina hoja za kravami. Se pa je spet zgodilo nekega dne, da so Miciki krave zbežale na njivo in so obžrle več stebel koruze in načele tudi mlade koruzne storže. Mimo se je pripeljal gospodar, hodil po njivi , opazoval in nič rekel. Miciko je bilo zvečer spet strah, kaj bo rekel gospodar. Zopet jo je tepel z bičem, vendar tokrat mame ni bilo, da bi jo branila. Vsepovsod jo je peklo in ni razumela, da zaradi nekaj koruznih stebel zasluži tako kazen. Še mama je bila jezna nanjo, po glavi pa so se ji podile misli, zakaj nima očeta, kako je niti mama ni branila, kako je vsem v napoto, samo tista ženska v zadnji hiši v vasi jo ima rada. Ponoči, ko so že vsi spali, je Micika vzela svojo edino oblekico in se zapodila do hiše z vrtom, kjer si prijazna žena želi takega otroka, kot je ona. Ženska jo je začudeno pogledala, Micika pa je rekla: "Tetica, jaz sem te zdaj prišla!" Micika je ostala pri tetici, pasla je telička, pazila je otroka, ki je kmalu po njenem prihodu privekal na svet in pazila je še ne drugega in tretjega otroka. Ko je Micika odrasla je spoznala manjšega moškega, s katerim je imela deklico in dva fanta, med katerima je bil tudi avtor sam. Pravi ,da komaj verjame, da je bila njegova mama tista objokana Micika, ki je tekla skozi noč in se pred tujimi vrati ponudila z besedami: "Tetica, jaz sem te zdaj prišla."
Otroci razumejo nekatere stvari šele, ko odrastejo
Avtor pripoveduje, da se je rodil, ko se je v Evropi začela druga svetovna vojna. Oče je bil v službi na železnici, zato ga Nemci niso odpeljali na fronto. Avtor se ne spominja, kako se je oče poslavljal, ve pa da so stali zunaj, mama pa je jokala. Otroci pa niso vedeli, zakaj joče. Pravi, da se veliko bolje spominja dneva, ko se je oče vrnil domov. Pred tem so poslušali mamo, ko jim je brala očetova pisma, v katerih je na koncu vedno napisal, naj poljubi vse otroke. V zadnjem pismu je sporočil, da bo pobegnil k Rusom, potem pa nič več pisem. Prišel je konec vojne. Nekateri očetje so že prihajali domov, tudi partizane so zelo pozno videli ko so korakali ob robu gozda utrujeni, raztrgani in bosi. Očeta pa še vedno ni bilo. Z mamo so otroci gledali vsak vlak, ko je peljal med dvema hriboma. Mama je morala na delo, bila je že pozna pomlad in na njivah so okopavali koruzo, otroci pa so bili doma. Sedeli so na pragu in se resno pogovarjali o očetu. Kar naenkrat pa prideta dva moška. Eden vpraša, kje je mama. Avtorjeva sestra je šepnila obema bratoma, da misli, da je to njihov oče. Niso ga poznali, ker je imel brke, vendar pa je vzkliknil: "Moji ljubi otroci!" Nato so odšli otroci z očetom na breg, kje je delala mama. Le sestra se ga je upala držati za roko, brata pa sta se ga malo bala. Ko so prišli do brega, je oče poklical mamo in ko sta se zagledala sta teka drug proti drugemu, se klicala. Avtor si je mislil, zakaj le tečeta, saj bo oče ostal za zmeraj. Otroci so tekli za staršema in vse jim je bilo malo smešno. Ko sta se starša srečala sta začela jokati in se objemati. Avtor pravi, da ima sam ženo in hčerko, da sedaj ve, zakaj je oče takrat tako tekel, zakaj se je tistemu moškemu tako mudilo. In strah ga je, če pomisli, da bi lahko spet bila vojna. Morda bi takrat jokala tudi onadva z ženo, hčerka pa tega ne bi razumela. Otroci razumejo nekatere stvari šele, ko odrastejo.
Otroci razumejo nekatere stvari šele, ko odrastejo. Pa še res je
Avtor pripoveduje o svojem očetu, kije bil že kar nekaj časa doma. Velikokrat je pripovedoval otrokom, kako je pobegnil od Nemcev in potem deset dni iskal Ruse... Otroci so ga poslušali z odprtimi usti, ker so mislili, da jim pripoveduje pravljice, kot jim jih je mama pred spanjem. Kmalu so se pojavile prve skrbi in sence. Od nove ljudske oblasti so dobivali precej zemlje, kar je povzročila agrarna reforma. Takrat so povsod visela različna gesla, na šoli pa je pisalo: "ZEMLJO TISTEMU, KI JO OBDELUJE!" Imeli so svoje drevje. Otroci pa so komaj čakali na jabolka. Oče je hodil po zemlji kot petelin. Bil je bolj malo doma, ker je velikokrat delal 24 ur na železnici. Kmalu pa se jez godilo nekaj nepričakovanega. Ob robu sadovnjaka so imeli jablano, ki je imela korenine na njihovi strani, veje pa so segale na Klaričevo. Klarička je bila gosposka kmetica, ki se je iz mesta preselila na podeželje. Do spora je prišlo jeseni, ko je ta jablana rodila in otroci so kar s palicami klatili jabolka, Klarička pa je nagnala vik in krik. Z očetom sta se prepirala in kričala tako, da so vsi sosedje po hribih poslušali njun prepir. Oče je Klarički dobro povedal, da jim ne bo več pravila lakotniki in hlapci. Zemljo naj ima tisti, ki jo obdeluje. Vendar pa je Klarička takoj očetu zaprla usta, ko je povedala, da ko je bil on na fronti, je njegova žena dala Nemcem kar so hoteli ko so stopali mimo njihove hiše. To je očeta precej razjezilo, saj na mamo sploh ni govoril. Potem pa sta šla s sinom (Tonetom) na sprehod, ustavila sta se na enem hlodu in oče se ni z njim tako šalil kot po navadi. Spraševal je sina, če so Nemci velikokrat hodili k njihovi hiši, če je bila mama prijazna z njimi, če so bili kdaj v hiši, če so kdaj prespali tam... Sin (Tone) je na vsa očetova vprašanja odgovoril tako, da je mamo hvalil, saj jo je hotel poveličati, da ne bi bil oče več jezen nanjo. Vendar pa je s tem storil napako, saj je bila mama jezna, ko je izvedela, da mu je Tonček to pravil, sestra pa mu je rekla, da je slabši kot Klarička. Vendar sta se oče in mama potem pomenila in sta govorila drug na drugega. Vsega pa je bila kriva Klarička, ki se je prepirala zaradi jabolk, Tone pa se seveda ni počutil krivega, saj otroci razumejo nekatere stvari šele, ko odrastejo.
Naš bicikel ali kolo
To je zgodba o Tonetovemu očetu. Večkrat se je s kakim vijakom prepiral, saj ga za vraga ni hotel ubogati. Tako pa je bilo tudi s kolesom. Z njim ni imel nihče sreče, le očetu "ni nič naredil". Ko je oče pripeljal kolo k hiši, je velik dan. Poučil je otroke, da kolo ni kar tako, da je treba z njim ravnati lepo. Oče je tudi lepo ravnal z njim, vendar mu ga je ruski oficir vseeno vzel. Tonetov oče se je vračal domov, saj je bilo vojske že konec. Na poti domov, pa ga je ustavila ruska patrulja in ga odpeljala k oficirju in ga vtaknili v neko taborišče. Dolgo je čakal, vendar se je pomešal med neko skupino vojakov in odšel iskat kapetana , ki mu je dal kolo. Dal mu je neke papirje in mu rekel, da jih naj pokaže vsakomur, ki ga bo oviral na poti. Nato se je Tonetov oče vozil s kolesom, znašel se je na Dunaju, vendar se ni dolgo mudil tam, saj se mu je zelo mudilo domov, da bi videl otroke in ženo. Ruski vojaki pa so očeta ustavili na vrhu Semmeringa in ga zopet peljali k oficirju, kjer je oče pokazal papirje, vendar oficir ni dobro pogledal papirjev, ampak je gledal samo kolo. Ni mu dovolil nadaljevati poti v Jugoslavijo s kolesom, ampak mu je rekel, naj pot nadaljuje z vlakom. Ko je še oče pogledati, kdaj odpelje vlak, se je vrnil nazaj po kolo, ker naj bi vlak odpeljal šele čez 12 ur, vendar mu oficir ni hotel vrniti kolesa, češ da mu ga je oče kar pustil. Oficir se je malo popeljal s kolesom in na prvem ovinku zletel s ceste. Pobral se je s ceste, oče pa je raje odšel kar na postajo in počakal vlak. To je bila očetova zgodba o "biciklu", da bodo otroci znali ravnati z njim. Se je pa zgodilo še veliko stvari. Prva jo je skupila mama, ko se je enkrat peljala v trgovino, izgubila oblast nad krmilom in zaplavala po zraku ter zletela v travo. Oče tega seveda ni smel izvedeti. Druga je imela težave s kolesom Tonetova sestra, ki se je šla učit vozit s kolesom, vendar je prišla kmalu nazaj vsa objokana in povedala očetu, da ima kolo prazne gume. Naslednja dva sta jo skupila Tonetov brat in sestra. Tone je šel s starši v kino, onadva pa sta bila sama doma in sta vzela kolo, čeprav sta vedela da ga ne bi smela. Malo sta se popeljala po Pesnici in v Cirknici se jima je kolo prelomilo na dva dela. Ljudje so se jima na poti smejali, saj sta odšla z enim kolesom, domov pa sta prinesla kar dva. Kot zadnji pa jo je skupil še Tone. Nekoč mu je oče dovolil vzeti kolo in ga je poslal h kovaču po kos železa, Ker še kos železa ni bil zvarjen, se je še Tone malo popeljat s kolesom do Šentilja, saj ga je zanimalo kje je Avstrija in če je kaj druga če kot pri nas. Vendar pa sta ga ustavila dva policaja in ga zaprla, ker sta mislila, da je Tone hotel pobegniti čez mejo. Še preden je prišel domov, sta oče in mama že vse vedela. Kot zadnji pa jo je skupilo še samo kolo. Zvečer, ko je Tone gnal kravo v hlev, je krava zavila v drvarnico in je začela lomastiti po njem. Kolo je ležalo zvito in polomljeno, vsi pa so se bali, kaj bo rekel oče, vendar ni bil nič kaj jezen. Kolo so potem zložili in ga dali Jurančičevemu Jožetu, naj ga pelje popravit. Ko so dobilo kolo nazaj, je oče preklinjal, da ga je popravilo stalo več kot novo kolo in od takrat se otroci niso več dotaknili kolesa.
Moj vozniški poskus s kravo
Tone je bil vedno neroda, še njegov oče je to pravil. Nikdar mu ni dal kose v roke, ne da bi mu prej povedal, kako si bo porezal prste, če ne kar celo roko. Ko si je Tone kupil avto, se je z njim zaletel v drevo. S tem se je še bolj izkazalo kakšna neroda je. Precej rad se je obešal na vozove. Ko je bil pri botri na počitnicah, je bil najbolj srečen, če sta se peljala z vozom, ki ga je vlekla krava. Voz je bil navadno poln koruznice in trave, on pa je lepo sedel na vrhu tega in opazoval revčke pastirčke, ki so morali poleg krav domov. Precej smešno mu je bilo, kako se je njegova botra spravljala na voz. Imela je kakih sto kilogramov in tako zadnjico, splezala je na voz oziroma se je zvalila na koruznico. Nekega dne pa je Tone prosil botro, če lahko malo vozi voz. Sprva mu ni dovolila, ker ji je Tonetov oče povedal kakšna naroda je Tone, ampak mu je enkrat kar sama dala vrv v roke. Tone pa je ves čas kravo priganjal, bolj živo, stopi no, tako dolgo, dokler ni začela hoditi nervozno sem in tja, zapeljala je na rob in voz se je začel počasi nagibati in lesti v jarek, tako da so botra in Tone s koruznico skupaj padli v jarek. Botri je pomagal sosed, vendar mu še hvala ni rekla, saj je bila jezna na Toneta, ki je prestrašeno hodil zadaj, saj je vedel, da je spet nekaj naredil narobe. Ko je Tone ležal v bolnišnici, ga botra ni več obiskala, moči v nogah ni imela, oče, ki ga je obiskoval, pa je rekel, da je neroda in da se bo res zaletel.
Nakup čevljev
Tone, oče in mlajši brat so šli po čevlje. Peljali so se z vlakom do mesta, kjer so se najprej ustavili pred trgovino Borovo. Vstopili so noter in vprašali prodajalko, če jim lahko pokaže čevlje, vendar je Tone hotel sive brez vezalk z gumijastim podplatom. Prodajalki je šel kar srh po telesu. Rabili so številko 38 za večjega in 37 za manjšega, vendar 37 ni bilo, ampak je imela številko 36. Tone in brat sta poskusila, Tonetu pa so bili sivi, brez vezalk kot uliti, bratu pa številka 36 ni bila prav. Ko ga je oče vprašal, če so mu čevlji premajhni, je mlajši brat odgovoril z neprepričljivim glasom, ne. Vendar je imel palec na nogi spodvit tako, da se je videla piramidasta bunka. Mlajši brat je bil užaljen, ker so bili Tonetu čevlji prav, njemu pa ne, zato je hotel, da jih oče ne bi kupil Tonetu, ker jih zanj tudi ne dobi. Vendar je Tone čevlje dobil, mlajši brat pa se je kujal. Zanj so šli po čevlje še v Peko, vendar mu niso bili potem nobeni všeč, saj je hotel ravno take kot jih ima Tone. Tako dolgo, da so šli po tiste čevlje, številka 36, pa čeprav so mu bili premajhni, samo da se mali ne bi več kujal. Vendar mu še to ni bilo dovolj, saj je hotel take sive čevlje, kot jih je imel brat. Mama je bila precej jezna, vendar pa še s tem zgodbe o čevljih ni bilo konec. Bratu, ki pri Peku ni hotel odgovarjati očetu, tisti prvi nizki rjavi čevlji z vezalkami sploh niso bili prav in dobil jih je Tone. Tisti nizki, moderni, sivi brez vezalk so bili mlajšemu bratu premajhni, potem so mu kupili tretje čevlje, vendar še vedno ni bil potolažen, ker so bili Tonetu sivi kot po meri in ko je še Tone na prvi zmenek jih obul. Herta, njegova spremljevalka, pa mu je rekla, da se bosta še videla, če le ne bo v teh čevljih, ki so prav ženski. Od takrat je izgubil svojo prvo ljubezen, vendar ne če so bili krivi čevlji.
Zizek
Tonetu so v otroštvu večkrat pravili filozof, ker je tako rad razmišljal na glas in neprestano postavljal taka vprašanja, da sta se oče in mama precej namučila, preden sta mu lahko odgovorila. Kot otrok ni znal izgovarjati glasu ž in je govoril z. Oče in mama sta z njim ob večerih glasno govorila žaba, žoga, žica, žaga, on pa je za njima ponavljal zaba, zoga, zica, zaga. Oče je bil tako jezen, da je preklinjal in spet so morali od začetka. In ko je končno izgovoril prav in moral to ponoviti, je spet izgovoril z namesto ž. Ko je šel v šolo, učiteljica ni temu posvečala prevelike pozornosti. Razred se mu je včasih precej smejal. Zgodilo pa se je, da je moral eden izmed učencev v četrti razred pogledati, ali je Robert Žižek v razredu. Tone si je posebej želel v četrti razred, saj je bila tam njegova sestra in je hotel, da vidi kako je on pomemben, da namesto učiteljice kontrolira po šoli, kdo je tu in koga ni. In res je učiteljica izbrala njega. Preden je šel v razred, je šel na stranišče in si zmočil lase ter si mokre uredil po strani. Ko je vstopil v razred, je glasno zavpil: "Zdravo, je Zizek tu?" Ves razred se je začel smejati, Tone ni vedel zakaj se mu smejijo, obstal je na hodniku in razmišljal kaj je naredil narobe. Še sestra se je drla nanj, zakaj ji dela sramota in hodi v razred, če ne zna reči glasu ž. Toneta so potem kako leto klicali ZIZEK in trpel je, ko so hodili za njim in se drli: "Zdravo, je Zizek tu?"
Prvi sladoled
Tone ni vedel kdaj je prvič slišal za sladoled, le zdelo se mu je, da sta se oče in mama pogovarjala ob neki priložnosti, kako si lahko v stari Jugoslaviji videl kako prodajajo žemlje ali pa poleti sladoled na triciklih. Oče in mama sta otroke vedno opozarjala, pred ledom, saj je njihov bratranec utonil, ko se je drsal. Tone se spomni, kako je sestra pripovedovala, da je v mestu stokrat več ljudi, kot na deželi, da se drugače pozdravlja, da je videla več kot dvajset avtov, da ji je teta kupila sladoled, ki se liže. Takrat si je Tone želel, da bi bil starejši. Njegovega očeta je vedno kam vleklo, mama pa je bila rajši doma. Nekega dne pa je dal oče idejo, da bi lahko šli na izlet v Rogaško Slatino in res so se z vlakom tja odpravili. Mama je spekla pišeka, zraven vzela paradižnik in papriko. V enem parku so se ustavili in so to hrano privoščili, a Tonetu je med tem padla v oči družina, ki je šla mimo njih in v rokah so držali sladoled. Tone ni vedel kaj je to, a se je spomnil, da mu je sestra rekla, da se sladoled liže. Tone je očeta prosil naj mu kupi sladoled. In res mu ga je kupil, vendar ga je tako hitro lizal, da mu je padel na tla in kmalu za tem je bila na tleh le lužica tega sladoleda. Tonetov izlet v Rogaško Slatino je bil pokvarjen. Prodajalec, ki je Tonetu dal sladoled je imel krasto na obrazu in oče je Tonetu rekel, da če ima prodajalec tako krasto, kakšno ima šele tisti, ki dela sladoled. Vendar se je Tone opogumil in prosil očeta za še eno kepico, saj mu je bilo vseeno za to krasto. Oče je Tonetu kupil še enkrat sladoled in lizal ga je zelo previdno. Ko so se peljali z vlakom domov je s strahom gledal po svojih rokah in nogah, ali se mu morda ne delajo kraste od teh sladoledarjev.
Črni kruh ob progi
Tone pripoveduje, kako je bilo ko so šli na šolski izlet v okolici Ptuja. Oče in mama sta mu dala na pot petstotaka, vendar je Tone vedel, da bodo drugi imeli tudi več. Mama mu je za malico odrezala štiri kose domačega kruha in lep kos svinjskega mesa iz deže. Oče pa mu je dal za pot še dva stotaka in rekel Tonetu, da ne sme povedati mami. Tonetu je bilo nerodno, ker je on imel podeželsko malico, drugo otroci pa lepe rumene žemlje, vmes pa tanke rezine salame. Zdelo se mu je zoprno, zakaj mama ne zna narezati meso na tanko in ga vedno tako na debelo nareže. Ko se je peljal v vlaku je skozi okno v predoru vrgel svojo malico in potem v mestu kupil sendviče. Potem pa je videl, kako je eden prosil sošolca, naj mu da domač kruh. Tone je bil potlačen , saj je vedel da je domač kruh zlat. Spomni se, kako je grizel suhe gosposke sendviče, kruh pa je ležal po nasipu. Mami se še danes ne upa tega povedati.